# Chloropoea jacksoni
Chloropoea jacksoni är en fjärilsart som beskrevs av Carpenter 1949. Chloropoea jacksoni ingår i släktet Chloropoea och familjen praktfjärilar. Inga underarter finns listade i Catalogue of Life.